# Gabriel Schweder
Gabriel Schweder (ur. 18 maja 1648 w Koszalinie, zm. 30 kwietnia 1735 w Tybindze) – niemiecki prawnik.
Pochodził ze szlacheckiej rodziny o szkockich korzeniach, która przeniosła się na Pomorze Zachodnie z Holandii. Po zakończeniu edukacji w Koszalinie kontynuował naukę w Coburgu, a następnie studiował prawo w Jenie i Tybindze. Naukę zakończył w 1674 broniąc pracy doktoranckiej z prawa. W 1677 został członkiem wirtemberskiej rady naukowej oraz komisji egzaminacyjnej na Uniwersytecie w Tybindze, od 1681 był tam profesorem prawa konstytucyjnego i feudalnego. W 1703 za pracę pt. Jus socratissimus Imperatoris et Imperii in Ducatum Mediolanum assertum otrzymał od cesarza Leopolda I dyplom starosty. 

## Twórczość
- Jus socratissimus Imperatoris et Imperii in Ducatum Mediolanum assertum, 1702.
- Introductio in jus publicum Imperii Romano-Germnanici novissimum, 1681 (wydane w 1733).